# Roll Over Lay Down
Roll Over Lay Down è un brano hard-rock prodotto dalla band inglese Status Quo, pubblicato come singolo nel 1975.

## La canzone
La canzone nasce nel 1973 da una tipica cadenza del boogie-woogie ed è connotata da una notevole tecnica ad innesto tra le chitarre elettriche, il basso e le percussioni, con grandi assolo strumentali e due pause centrali che aumentano la tensione emotiva dell'ascoltatore.
Viene inizialmente inserita nell'album del 1973 intitolato Hello! (andato al N. 1 UK), ma è nel 1975 che gli Status Quo decidono di pubblicarla come singolo seppure in una versione live tratta da un concerto tenutosi al Kursaal di Southend, nel marzo 1975.
Il brano viene divulgato in versione “LIVE EP” (“extended play” o “maxi single”, come si diceva allora) e quasi senza alcun tipo di velleità commerciale per una band che, dopo alcuni clamorosi numeri uno in classifica, ha come unica finalità quella di proporsi al pubblico con qualcosa di particolare e differente.
E invece, appena pubblicato, il disco diventa il primo Live EP a centrare le Top 10 britanniche dopo dodici anni e diviene un nuovo successo internazionale della band.

## Tracce
1. Roll Over Lay Down - 4:50 - (Rossi/Young/Lancaster/Parfitt/Coghlan)
2. Gerdundula - 2:45 - (Manston/James)
3. Junior's Wailing - 3:50 - (K. White/M. Pugh)

## Formazione
- Francis Rossi (chitarra solista, voce)
- Rick Parfitt (chitarra ritmica, voce)
- Alan Lancaster (basso, voce)
- John Coghlan (percussioni)

## British singles chart
| Posizione | 37 | 16 | 10 | 9 | 13 | 18 | 28 | 38 | uscito |